# Pericopina
Sous-tribu
Les Pericopina sont une sous-tribu de lépidoptères (papillons) de la famille des Erebidae. 
Leurs couleurs voyantes préviennent les oiseaux de leur toxicité.

## Systématique
Jusque dans les années 2000, ce taxon était une sous-famille, appelée Pericopinae et classée dans l'ancienne famille des Arctiidae. La classification a depuis lors été remaniée, et ce taxon est maintenant une sous-tribu, classée dans la famille des Erebidae, la sous-famille des Arctiinae et la tribu des Arctiini.

## Liste des genres
- Antiotricha Felder, 1874
- Are Walker, 1855
- Calodesma Hübner, 1820
- Chetone Boisduval, 1870
- Composia Hübner, 1820
- Crocomela Kirby, 1892
- Ctenuchidia Grote, 1866
- Cyanarctia Hampson, 1901
- Didaphne Berg, 1899
- Doa Neumoegen et Dyar, 1894
- Dysschema Hübner, 1818
- Ephestris Hübner, 1820
- Episcea Warren, 1901
- Euchlaenidia Hampson, 1901
- Eucyanoides Toulgoët, 1988
- Gnophaela Walker, 1854
- Heliactinidia Hampson, 1901
- Hyalurga Hübner, 1819
- Hypocrita Hübner, 1807
- Isostola Felder, 1874
- Josiomorpha Felder, 1874
- Josiomorphoides Hering, 1925
- Leuculodes Dyar, 1903
- Mesenochroa Felder, 1874
- Notophyson Boisduval, 1870
- Phaloe Guérin-Méneville, 1838
- Phaloesia Walker, 1854
- Pseudophaloe Hering, 1925
- Pteroodes Butler, 1877
- Sagaropsis Hering, 1925
- Scearctia Hering, 1925
- Seileria Dognin, 1923
- Sphaeromachia Grote, 1867
- Sthenognatha Felder, 1874
- Syntomidopsis Hering, 1925
- Thermidarctia Talbot, 1929
- Thyrgis Walker, 1854
- Xenosoma Felder, 1874
- Zigira Walker, 1865